# Aphyolebias rubrocaudatus
Aphyolebias rubrocaudatus är en fiskart som först beskrevs av Seegers, 1984.  Aphyolebias rubrocaudatus ingår i släktet Aphyolebias och familjen Rivulidae. Inga underarter finns listade i Catalogue of Life.